# Herbert E. Alexander
Herbert Ephraim Alexander (* 21. Dezember 1927 in Waterbury, Connecticut; † 3. April 2008 in Rockville, Maryland) war ein US-amerikanischer Politikwissenschaftler und Hochschullehrer.

## Leben und Wirken
Herbert E. Alexander studierte Politikwissenschaft und promovierte zum Ph.D. 1952 an der Yale University. 1958 übernahm er die Leitung der neu gegründeten „Citizens Research Foundation“ an der Princeton University, deren Direktor er vier Jahrzehnte bis 1998 war. Im Rahmen dieser Institution und darüber hinaus entwickelte sich Alexander zum führenden Experten auf dem Gebiet der Wahlkampffinanzierung in den USA. Zwischenzeitlich und zwar von 1961 bis 1962 leitete er die von Präsident John F. Kennedy eingerichteten Kommission über die Wahlkampffinanzierung.
Als Hochschullehrer und Professor für Politikwissenschaft wirkte Alexander von 1958 bis 1978 an der Princeton University und von 1978 bis zu seinem Eintritt in den Ruhestand 1998 an der University of Southern California.
Herbert E. Alexander machte sich durch zahlreiche Buchveröffentlichungen über die Wahlkampffinanzierung in den USA einen bekannten Namen. Sie analysieren die Finanzierung der Wahlen von 1960 bis 1992. Er trat nicht als Kritiker auf diesem Gebiet hervor, sondern trat vehement dafür ein, diesen für eine funktionierende Demokratie unerlässlichen Sektor des politischen Lebens so weit wie möglich öffentlich durchschaubar zu machen. Durch seine Arbeit förderte er die 1974 vom U.S. Kongress beschlossene Gründung der „Federal Election Commission“, ihre Aufgabe war vor allem die staatliche Regulierung der Finanzierung von Kongress- und Präsidentschaftswahlen.

## Veröffentlichungen (Auswahl)
- Money, politics and public reporting. Citizens' Research Foundation, Princeton, NJ 1960.
- Tax incentives for political contributions. Citizens' Research Foundation, Princeton, NJ 1961.

- Financing the 1960 election. Citizens' Research Foundation, Princeton, NJ 1962.

- Financing the 1964 election. Citizens' Research Foundation, Princeton, NJ 1966.
- Financing the 1968 election. Lexington Books, Lexington, Mass. 1971.
- Money in politics. Public Affairs Press, Washington, D.C. 1972.

- (Hrsg.): Political Finance. Reform and reality (= The Annals of the American Academy of Political and Social Science, Bd. 425). Philadelphia 1976.
- Financing politics. Money, elections and political reform. Congressional Quarterly Press, Washington, D.C. 1976 (4. ed. 1992, ISBN 0-87187-691-4).
- (Hrsg.): Campaign money. Reform and reality in the States. Free Press, New York 1976.
- Financing the 1972 election. Lexington Books, Lexington, Mass. 1976, ISBN 0-669-00055-8.
- Financing the 1976 election. Congressional Quarterly Press, Washington, D.C. 1979, ISBN 0-87187-180-7.
- (Hrsg.): Political Finance (= Sage electoral studies yearbook, Bd. 5). Sage, Beverly Hills, Calif. 1979, ISBN 0-8039-1175-0.
- (mit Jennifer W. Frutig): Public financing in state elections. Citizens' Research Foundation, Los Angeles 1982.
- (mit Brian A. Haggerty): Financing the 1980 election. Lexington Books, Lexington, Mass. 1983, ISBN 0-669-06375-4.
- (Mitautor): Michael J. Malbin (Hrsg.). Money and politics in the United States. Financing elections in the 1980s. American Enterprise Inst. for Public Policy Research, Washington, D.C. 1984, ISBN 0-934540-23-3.
- (Hrsg., mit Gerald E. Caiden): The politics and economics of organized crime. Lexington Books, Lexington, Mass. 1985, ISBN 0-669-09342-4.
- (mit Brian A. Haggerty): Financing the 1984 election. Lexington Books, Lexington, Mass. 1987, ISBN 0-669-14885-7.
- (Hrsg., mit Joel Federman): Comparative finance in the 1980s. Cambridge University Press, Cambridge 1989, ISBN 0-521-36464-7.
- Reform and reality. The financing of state and local campaigns. Twentieth Century Fund Press, New York 1991, ISBN 0-87078-326-2.
- (mit Monica Bauer): Financing the 1988 election. Westview Press, Boulder, Colo. 1991, ISBN 0-8133-8268-8.
- (Hrsg.): Comparative political finance among the democracies. Westview Press, Boulder, Colo. 1994, ISBN 0-8133-8852-X.
- (mit Anthony Corrado): Financing the 1992 election. Sharpe, Armonk, NY 1995, ISBN 1-56324-437-3.

Festschrift
- Karl-Heinz Naßmacher (Hrsg.): Foundations for democracy. Approaches to comparative political finance. Essays in honour of Herbert E. Alexander. Nomos, Baden-Baden 2001, ISBN 3-7890-7340-7.